# 安田尚弘
安田 尚弘（やすだ なおひろ、1958年10月17日 - ）は、兵庫県西宮市出身の元プロ野球選手（投手・内野手）。左投げ左打ち。

## 来歴・人物
報徳学園高校から、1976年のドラフト5位で大洋ホエールズに入団。背番号は53。左腕不足のチーム事情で投手として入団し期待されたが、その後内野手へ転向。一軍出場のないまま1982年に引退。
プロ野球マスターズリーグの大阪ロマンズに所属した。

## 詳細情報

### 年度別打撃成績
- 一軍公式戦出場なし

### 背番号
- 53 （1977年 - 1982年）